# Азербайджан на пісенному конкурсі Євробачення 2017
Азербайджан брав участь в Євробаченні 2017 року. Участь країни на конкурсі було затверджено ще в серпні 2016 року. 5 грудня 2016 року було підтверджено, що Азербайджан на Євробаченні представить Dihaj (Діана Гаджиєва). Її пісня «Skeletons» була представлена 11 березня 2017 року. Азербайджан виступав під восьмим номером у першому півфіналі на Євробаченні. А в фіналі (в який він пройшов) Азербайджан виступав в першій половині під номером 12, посівши 14 місце зі 120 балами.